# إبراهام فور
إبراهام فور (بالإنجليزية: Abraham Faure)‏ هو صحفي وكاهن جنوب أفريقي، ولد في 29 أغسطس 1795 في ستيلينبوش في جنوب أفريقيا، وتوفي في 28 مارس 1875 في كيب تاون في جنوب أفريقيا.